# Kapustino

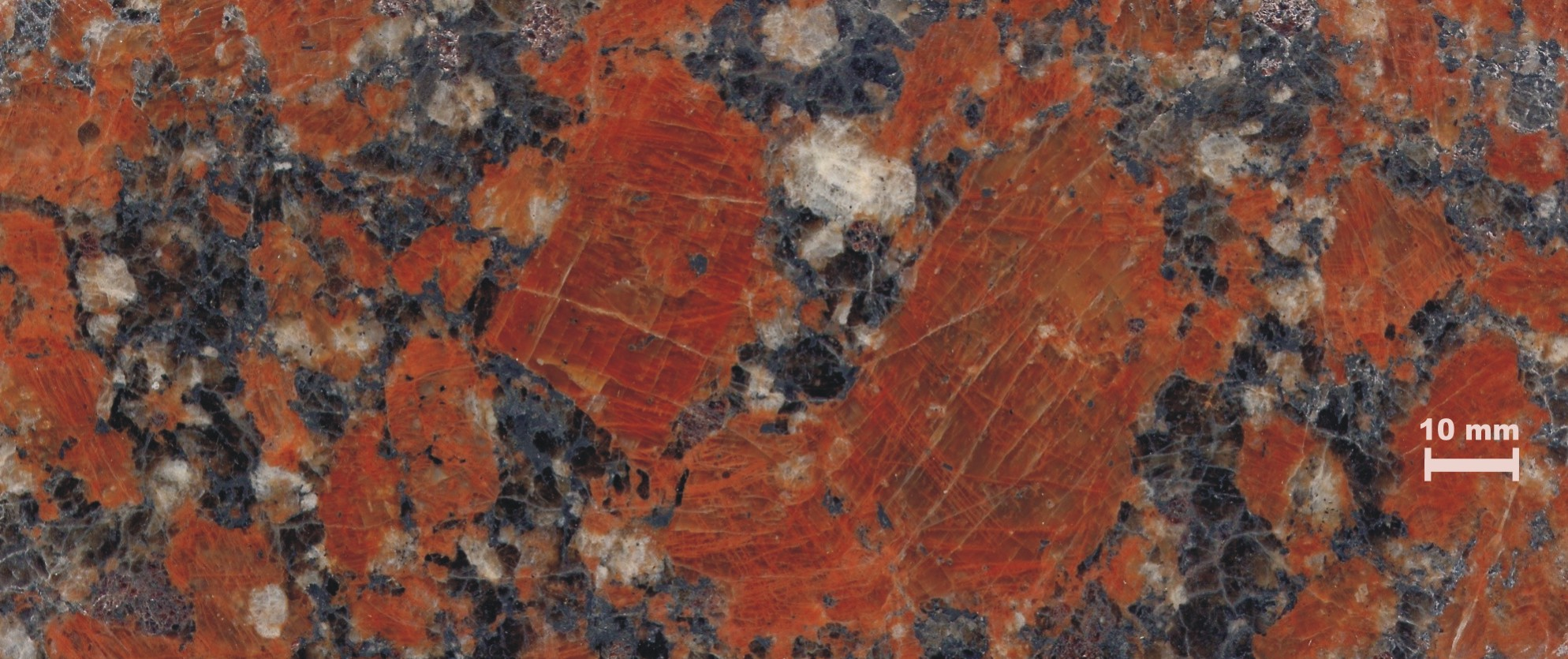
Der ukrainische Granit Kapustino, Oberfläche poliert

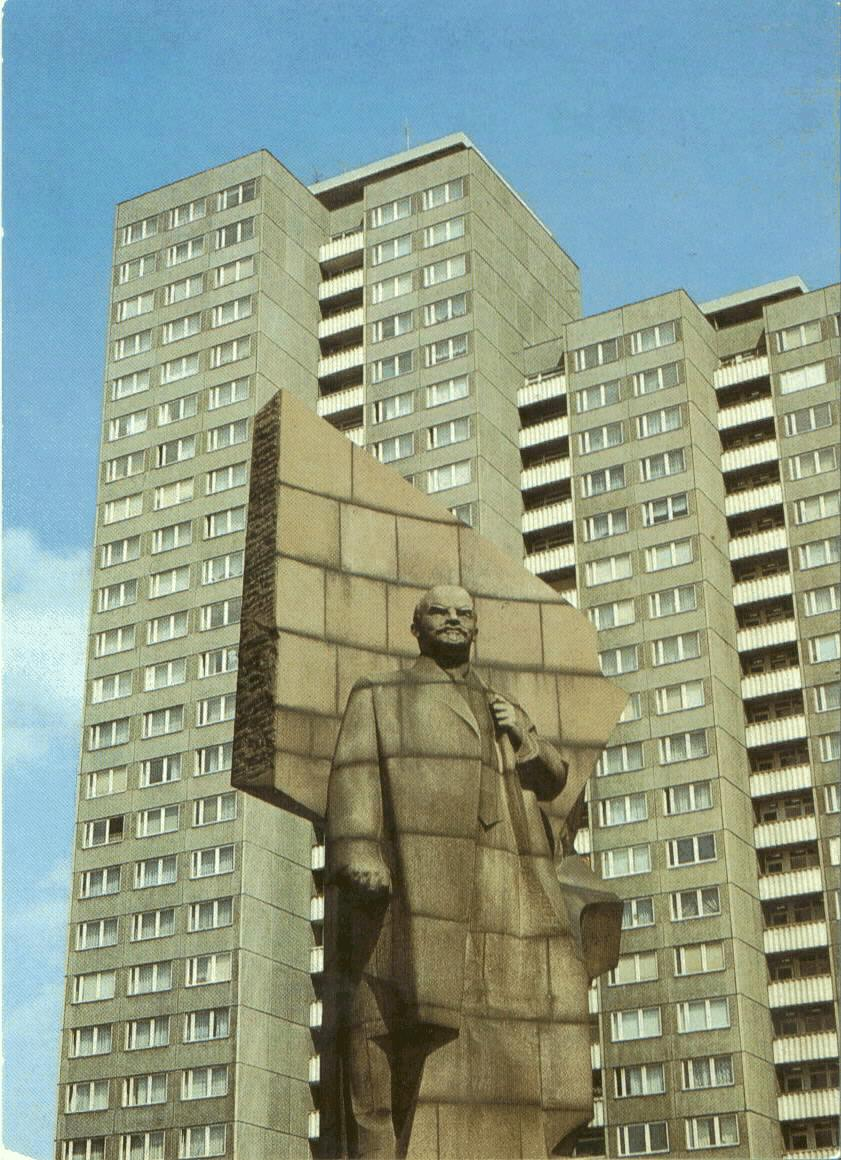
Das Lenindenkmal auf dem Leninplatz in Ostberlin (heute Platz der Vereinten Nationen), das 1991 abgerissen und eingelagert wurde, ist aus Kapustino

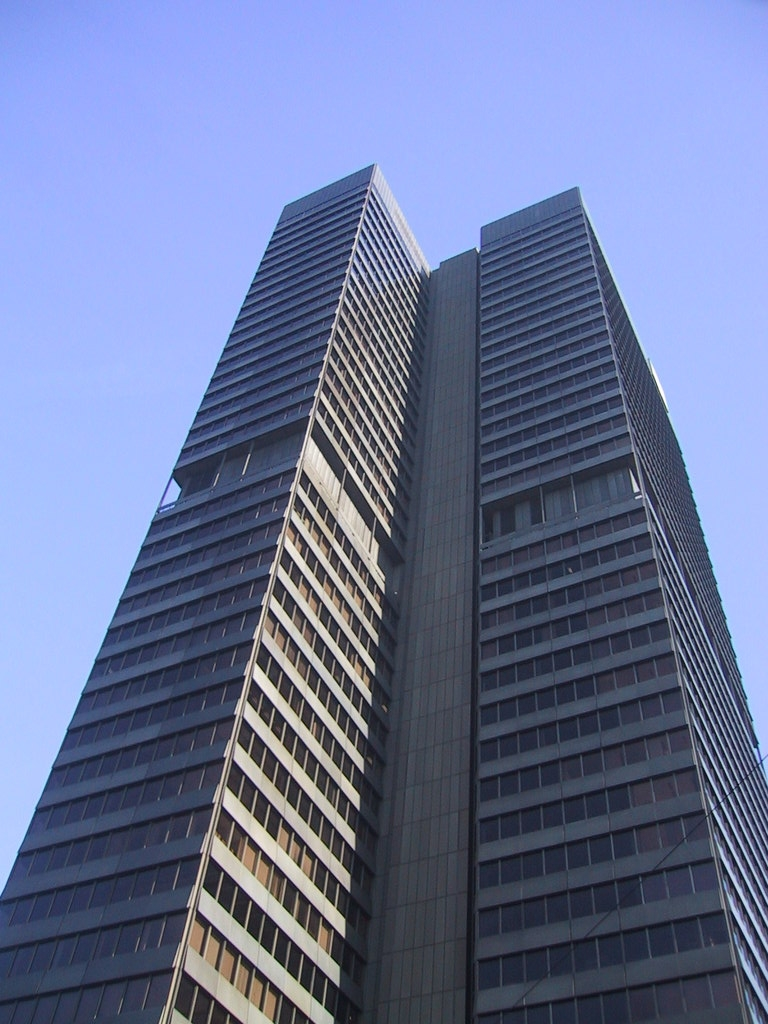
Die alte Fassade des Selmi-Hochhauses in Frankfurt am Main war mit Kapustino verkleidet

Kapustino (russisch Капустино, ukrainisch Капустине/Kapustyne) ist ein roter Granit, der in der Zentralukraine in der Oblast Kirowohrad nördlich der Stadt Nowoukrajinka bei der Ortschaft Slynka (Злинка), früher Kapustino, gebrochen wird. Kapustino entstand vor 300 Millionen Jahren im Oberkarbon.

## Name
Der in Deutschland mit dem Namen gehandelte Kapustino wurde auch Korall und Rosso Santiago genannt. Es werden auch die internationalen Namen Kapustinsky und im englischen Sprachraum Santiago Red verwendet.

## Geologie
Während der Karbon-Formation entstand das Variszische Gebirge, das bis in den Osten Europas tektonische Auswirkungen hatte. Im Prozess der Gebirgsbildung drangen in der Erdkruste Plutone ein, die erkalteten. Ein Hinweis darauf, dass das Pluton des Kapustino über lange Zeiträume erkaltete, ist, dass sich große Mineralkörner bilden konnten. Die darüberliegenden Gesteinsschichten erodierten im Verlauf der Zeit und legten das Vorkommen frei, das im Tagebau abgebaut wird. 

## Gesteinsbeschreibung
Kapustino besteht aus hochroten und bis zu 5 cm großen Kalifeldspäten, die von richtungslosen Haarrissen durchzogen sind. Zwischen den Feldspäten befindet sich graudurchsichtiger Quarz, wenig heller Plagioklas und Biotit. Biotit kann auch in großen Feldspat- und Quarzkristallen eingelagert sein.

## Verwendung
Dieser Granit wird weltweit exportiert und insbesondere in Deutschland häufig für Fassaden und Grabmale verwendet, aber auch für Boden- und Treppenbeläge, Küchenarbeitsplatten und Waschtische.
In Deutschland wurde er für Fassaden der Commerzbank in Nürnberg, der Bayerischen Beamtenversicherung in Hof/Bayern und am Selmi-Hochhaus in Frankfurt am Main verbaut.
Bekannt wurde Kapustino als ukrainischer Granit in Deutschland durch die politischen Auseinandersetzungen um das 19 Meter hohe Lenindenkmal auf dem Platz der Vereinten Nationen in Berlin von Nikolai Tomski, das 1991 abgerissen wurde.